# Гей

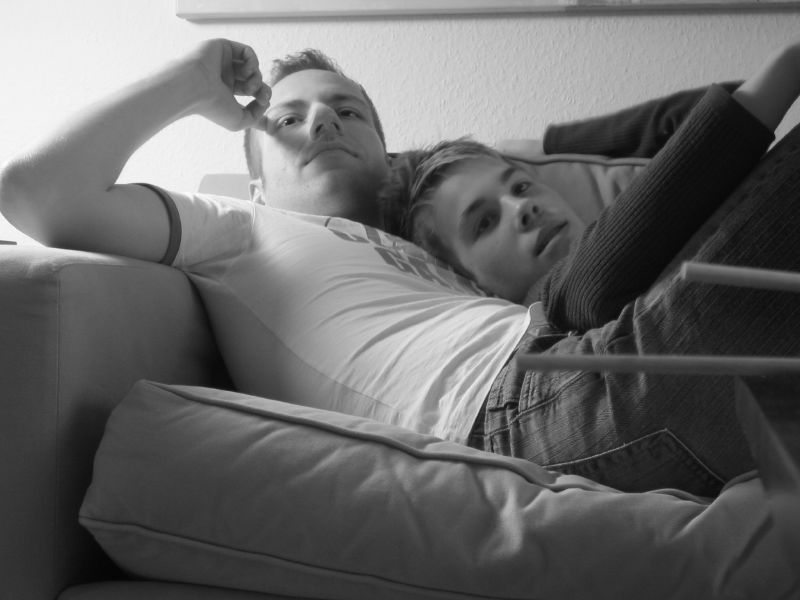
Гей-пара

Гей (англ. gay) — гомосексуальный мужчина. Слово «гей» используется для обозначения мужчин с точки зрения их сексуальной идентичности (сексуального поведения, сексуальной ориентации) или в качестве прилагательного, связывающего существительные с мужской гомосексуальностью.
Английское прилагательное «гей» изначально означало «беззаботный», «весёлый», «яркий, театральный». Однако в современном английском языке (с 1960 — 1970-х годов) это слово используется как существительное или прилагательное, обозначающее мужскую гомосексуальность.
В своей книге «Любовь небесного цвета» социолог и сексолог И. С. Кон пишет: «Гей» — не просто мужчина, любящий мужчин, а носитель особого самосознания, член соответствующей субкультуры, общины или организации, борец за свои гражданские права и т. д.
В английском языке слово «гей» может быть использовано для описания черт, ассоциируемых с квирами или с гомосексуалами, как с мужчинами, так и с женщинами, с их субкультурой или образом жизни. В русском языке термин «гей» применяется преимущественно по отношению к мужчинам-гомосексуалам. Термин лесбиянка, с другой стороны, используется и в английском, и в русском языке одинаково гендерно-специфично, обозначая гомосексуальных женщин.

## Этимология
Основное значение слова подверглось сильным изменениям в течение XX столетия. Однако эти изменения не были неожиданными — они возникли из более ранних примеров сексуализированного использования этого слова (а именно, для обозначения проституции, «лёгкого поведения»).
Само слово gay, возможно, происходит от старофранцузского gai, в свою очередь, вероятно, заимствованного из итал. gajo, либо франк. gahi «привлекательный». По другой этимологии— от старопровансальского gaya («весёлый»), откуда название трактата Ницше «Весёлая наука» (La gaya scienza); а провансальское слово — от распространённого латинского глагола gaudeo (радоваться), откуда строка гимна студентов: «Gaudeamus igitur» («Будем веселиться!»).
Слово первоначально означало «беззаботный», «весёлый», «яркий», «театральный» и в этом значении широко использовалось в разговорной речи и литературе в английском и французском языках (как, например, в названии фильм-балета «Весёлый парижанин» (The Gay Parisian — экранизация 1941 года Жана Негулеско (Warner Bros.) балета Л. Ф. Мясина «Парижское веселье» на музыку Жака Оффенбаха). В более поздние времена, начиная примерно с 1960 — 1970-х годов, слово «gay» в английском языке уже не могло употребляться в таком значении без придания фразе оттенка двойного или скрытого смысла.
Слово «gay» начало приобретать в английском языке сексуальную окраску в конце XVII века, когда оно использовалось в значении «человек, пристрастившийся к удовольствиям», «предающийся сладострастию». Такое словоупотребление было расширением первоначального значения «беззаботный». Подразумевалось, что беззаботный человек не чувствует себя «связанным моральными ограничениями». В конце XIX века термин gay life (буквально: «гей-жизнь», «беззаботная жизнь») был широко используемым в английском языке эвфемизмом для обозначения проституции и других форм внебрачного сексуального поведения, которые воспринимались обществом как аморальные.
Имя Gay в качестве личного имени в англоязычных странах до сих пор изредка встречается, обычно как женское имя, хотя в последнее время его написание часто меняют на Gaye. По данным переписи населения 1990 года личное имя «Gay» было 795-м по распространённости в США. Оно также иногда использовалось в качестве личного имени и для мужчин. Имя популярного ирландского теле-шоумена Габриэла Бирна (Gabriel Byrne) всегда сокращалось как «Gay» (Гей), и передача, которую он вёл на радио, называлась «Шоу Гея Бирна» (The Gay Byrne Show). Таким образом могут сокращаться также английское женское имя Gaynell и мужские имена Gaylen и Gaylord.
Слово Gaiety («Веселье») также раньше было распространённым названием для мест отдыха и развлечений. Одним из любимых мест Оскара Уайльда в Дублине был The Gaiety Theatre, основанный под таким названием в 1884 году.
В последние десятилетия слово «Gay» стало восприниматься, в том числе, и как аббревиатура со значением «Good As You» («такой же как ты»).

### Появление современного значения слова
Использование термина «gay» в применении к гомосексуальности происходит от расширения сексуализированной коннотации его исходного значения «беззаботный и раскованный», подразумевающего желание отбросить традиционные «условности» и сексуальную мораль. Такое использование этого слова в английском языке задокументировано ещё в начале 1920-х годов. Вначале это слово более широко применялось для описания раскованного сексуального поведения гетеросексуалов, как, например, в распространённой в своё время фразе gay Lothario («беззаботный Лотарио») или в заглавии книги и фильма The Gay Falcon, описывающей детектива, распутника и бабника по имени Гей Фэлкон. Вплоть до середины 20-го столетия человека можно было назвать по-английски «gay» без намёка на его сексуальную ориентацию и без оттенка предрассудков, имея в виду значение «бабник», «распутник».
Цитата из произведения Гертруды Стайн «Мисс Фурр и мисс Скин» (Miss Furr and Miss Skeene, 1922) является, по всей вероятности, первым документированным публичным использованием слова «gay» в применении к гомосексуальным отношениям. Однако и там из контекста остаётся неясным, использовала ли Стайн это слово для описания лесбийских отношений или весёлого характера: They were …gay, they learned little things that are things in being gay, … they were quite regularly gay.
Мюзикл 1929 года «Сладкая горечь» Ноэла Кауарда содержит другой пример использования слова «gay» в контексте, подразумевающем гомосексуальность. В песне, звучащей в этом мюзикле, «Зелёная гвоздика», четыре одетых с иголочки «дэнди» образца 1890-х годов поют:
Pretty boys, witty boys, You may sneer
At our disintegration.
Haughty boys, naughty boys,
Dear, dear, dear!
Swooning with affectation…
And as we are the reason
For the «Nineties» being gay,
We all wear a green carnation.
Название песни содержит аллюзию на Оскара Уайльда, известного привычкой к ношению зелёной гвоздики в петлице. Гомосексуальность Оскара Уайльда была широко известна. Однако фраза gay nineties («беззаботные 1890-е») была также широко используемым эпитетом для описания периода 1890-х годов. В частности, фильм, называвшийся The Gay Nineties or The Unfaithful Husband («Беззаботные 90-е, или Неверный муж») был выпущен в том же году, что и вышеупомянутый мюзикл.
Песня «The Green Carnation» также использовала популярные сатирические образы Уайльда и движения «эстетов», восходящие к оперетте Гильберта и Салливэна «Терпение» (1881). Вследствие этого точное значение слова «gay» в контексте этого мюзикла определить затруднительно — то ли это намёк на гомосексуальность Уайльда, то ли критика эстетства и декаданса 1890-х годов.

### на английском языке
- Jones, Randy; Bego, Mark (2008). Macho Man: The Disco Era and Gay America's Coming Out. Westport, CT: Praeger, 232 pages. ISBN 978-0-2759-9962-9
- Stern, Keith & McKellen, Ian (2009). Queers in History: The Comprehensive Encyclopedia of Historical Gays, Lesbians and Bisexuals. BenBella Books, 608 pages. ISBN 978-1-9337-7187-8